# 永遠の831
『永遠の831』（えいえんのはちさんいち）は、CRAFTAR制作、および神山健治が監督・脚本を務める長編オリジナルアニメ。WOWOW開局30周年記念作品として、2022年1月30日にWOWOWプライム、WOWOWオンデマンドで放送、配信された。
2022年3月18日には劇場アニメとして公開。

## あらすじ
「未曾有の大災厄」によって、収まりがつかない現代。東京に住む青年の浅野スズシロウは、誰にも言うことができない秘密があり、それは自身の思いとは裏腹に周囲の時間を止められてしまうことだった。とある日にスズシロウと同様の力を持った少女の橋本なずなに出会った。なずなが犯罪に使われていると知ったスズシロウは、衝動的に協力することになる。

## 登場人物
浅野 スズシロウ（あさの スズシロウ）
声 - 斉藤壮馬
本作の主人公である青年。新聞販売店で働きつつ東京都内の大学に通っている。性格は生真面目で、自ら良いと思った行動が原因となった事件から心に深い傷を負ってしまう。この事件以来、自身がコントロールできない「時間を止める力」を得た。
橋本 なずな（はしもと なずな）
声 - M・A・O
スズシロウと同様の力を持った女子高校生。両親は既に他界したため、現在は東京都内で異母兄である芹と2人暮らしである。性格は心優しいが、唯一の肉親である芹の犯罪を止められず、やむを得ず力を貸すことになった。
亜川 芹（あがわ せり）
声 - 興津和幸
なずなの異母兄、および半グレ集団・831戦線の中心人物の一人。とある理由から既得権益を激しく憎み、その復讐より前代未聞とされる犯罪計画を実行していく。
アキナ
声 - 日笠陽子
新聞販売店の店長を父親から引き継いだ女性の一人。面倒見が良く、従業員らの賄いも自ら作っている。
室戸（むろと）　
声 - 大塚明夫
新聞販売店の番頭役を務める男性。先代から在籍する古株の一人。アキナに代わって実務を取り仕切っている。
双六（すごろく）　
声 - 粟津貴嗣
新聞奨学生を12年間にわたり続けるベテランの一人。スズシロウの指導役であり、新聞配達の仕事を教えている。
坂田兄弟（さかたきょうだい）
声 - 近藤孝行（兄）、岩崎諒太（弟）
831戦線の幹部を務めている兄弟。末端構成員を取り仕切っており、特殊詐欺等を担当しており、兄弟共に行動している。
ドンキ
声 - 山下誠一郎
831戦線の最年少構成員であり、実行部隊でもある一人。どんな危険な仕事であっても無感情に躊躇なくこなしている。本名は不明。
各務 恭子（かがみ きょうこ）　
声 - 五十嵐麗
本作における内閣総理大臣。「未曾有の大災厄」の最中に辞任した前総理の後任であり、日本において初の女性総理となった。

## スタッフ
- 監督・脚本 - 神山健治[6]
- キャラクターデザイン - 河野紘一郎[6]
- CGディレクター - 松浦宏樹[6]
- テクニカルディレクター - 田尻真輝[6]
- 美術監督 - 滝口比呂志[6]
- 音楽 - 椎名豪[6]
- アニメーション制作 - CRAFTAR[6]

## 主題歌
「キンギョバチ」
カノエラナによるオープニングテーマ。作詞・作曲はカノエラナ、編曲は高橋亮人。
「ひとひらの未来」
angelaによるエンディングテーマ。作詞はatsuko、作曲はatsuko/KATSU、編曲はKATSU。